# Bâtiment 7

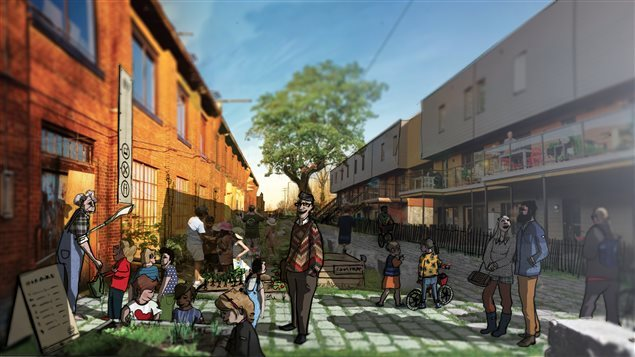
Illustration du bâtiment 7

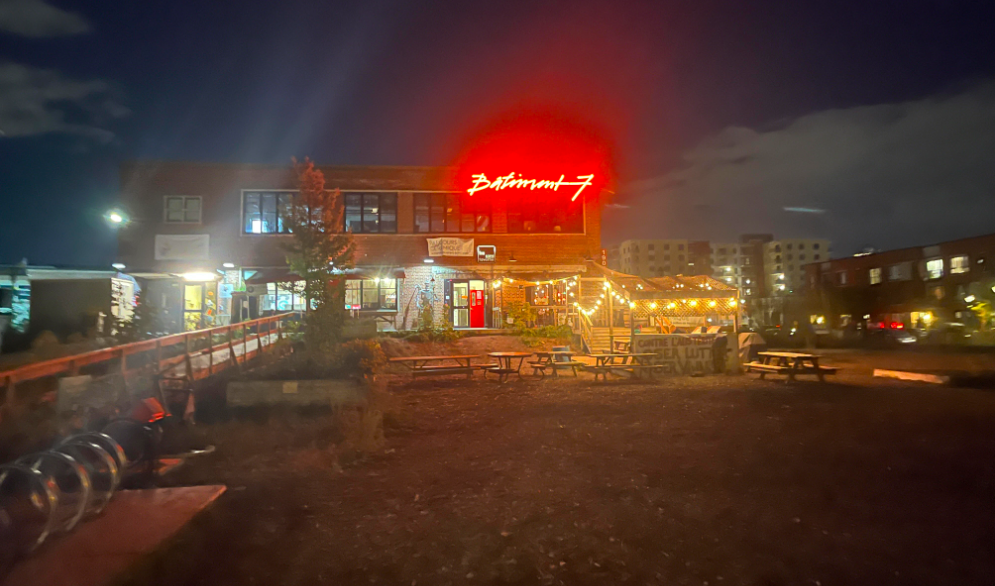
Bâtiment 7 - Press Start Arcade & Les Sans-Taverne

Le Bâtiment 7 est un espace de 8361 mètre carré converti en lieu de partage et de rassemblement communautaire situé dans le quartier Pointe Saint-Charles à Montréal, au Québec. Le Bâtiment 7 est situé sur les anciens terrains de la compagnie ferroviaire Canadien National.

## Historique
En 2003, un groupe de personnes habitant Pointe Saint-Charles plante symboliquement un drapeau sur les terrains abritant les anciens ateliers ferroviaires du Canadien National afin de revendiquer le développement de services adaptés aux voisinage. Deux ans plus tard, la compagnie ferroviaire cède les terrains pour 1$ au Groupe Mach, un acteur important du secteur immobilier au Québec. Il était projeté d'y construire un centre de foires et d'expositions, qui se serait intégré au projet de déménagement du Casino de Montréal, promu conjointement par Loto Québec et le Cirque du Soleil, dans le quartier de Pointe St-Charles,. Une importante mobilisation du milieu communautaire et libertaire a pris naissance pour contrer ce projet et après 14 ans d'actions, les citoyens ont réussi à prendre possession du terrain en 2016,. Les négociations ont aussi permis une décontamination du terrain. En mai 2018, le Bâtiment 7 ouvre ses portes. La lutte contre le développement de condos autour du Bâtiment 7 s'est poursuivie et en 2021 les citoyens et citoyennes ont eu gain de cause pour des espaces verts autour du Bâtiment 7.

## Activités
Le bâtiment 7 est un complexe basé sur le principe d'autogestion géré par le Collectif 7 à nous. Il accueille actuellement 13 projets comme l'épicerie Le Détour, gérée par des bénévoles et offrant des aliments de base et des fruits et légumes frais à prix modiques dans un quartier souvent qualifié de désert alimentaire. Le bâtiment 7 abrite aussi la coopérative de brasserie artisanale les Sans-Taverne, nom choisi en référence à l'ancien sobriquet du quartier, les 100 tavernes, qui abritait jadis beaucoup de tavernes. La coopérative Press Start qui se veut un lieu de rassemblement, de divertissement et de débats autogéré par et pour les jeunes de 14 à 21 ans ainsi que La Coulée, un coopérative de solidarité donnant accès à un atelier de travail du métal sont deux autres des projets du Bâtiment 7.
On y trouve aussi plusieurs ateliers collaboratifs, notamment de mécanique auto et vélo, menuiserie, sérigraphie, céramique ou photographie.
Des phases ultérieures sont prévues pour accueillir une serre intérieure, un espace collaboratif culinaire ainsi qu'une aire polyvalente, une maison des naissances, un centre de la petite enfance et des espaces pour le travail autonome.